# 中间型竹叶草
中间型竹叶草（学名：Oplismenus compositus var. intermedius）为禾本科求米草属下的一个变种。